# Rudolf Goldmann
Rudolf Goldmann (9. září 1876, Sádek – 30. června 1942, Brno) byl český lékař.

## Biografie
Rudolf Goldmann se narodil v roce 1876 v Sádku nedaleko Třebíče, vystudoval gymnázium ve Znojmě a následně mezi lety 1897 a 1900 vystudoval Lékařskou fakultu Německé univerzity v Praze. Následně nastoupil na pozici lékaře v Jihlavě, kde pracoval až do roku 1939, kdy byli židovští lékaři donuceni vzdát se své praxe. V roce 1942 byli Židé z Jihlavska a okolí postupně převáženi do sběrného tábora v Třebíči, odkud měli být transportováni do Terezína. Rudolf Goldman v květnu roku 1942 uprchl a dostal se do Kamenice, kde ho rodiny Cejpkova, Pospíšilova a Plášilova ukrývaly v lesích, ve staré cihelně a někdy i v domech těchto rodin. Nakonec však byl dopaden v červnu téhož roku. Tehdy gestapo obklíčilo Kameničku a Goldmanna zatklo. Všichni ti, kteří mu pomáhali byli zatčeni a uvězněni v Kounicových kolejích v Brně a byli popraveni zastřelením. Rudolf Goldmann byl v roce 1942 v Kounicových kolejích oběšen.